# Muggsy Spanier
Muggsy Spanier, (Chicago, 1901. november 9. – Sausalito, 1967. február 12.) amerikai kornettes, trombitás, zenekarvezető. Egyike volt a Bucktown Five-nak, a chicagói stílus úttörőinek.

## Pályafutása
„Muggsy” Spanier tizenhárom éves korában kezdett kornettezni. A „Muggsy” becenevet John „Muggsy” McGraw-tól, a New York Giants menedzserétől vette át. 1921-ben már Elmer Schoebellel játszott. Az 1920-as évek elején a Bucktown Five-ban játszott.
1929-ben a Ted Lewis vezette zenekar tagja lett, majd két évet Ben Pollackkal töltött. Egy betegség túlélése után összeállította a Muggsy Spanier and His Ragtime Band nevű zenekarát. 1939-ben a több dixielandet vettek fel a Bluebird Records számára. A zenekar tagjai között volt George Brunies (harsona és ének), Rod Cless (klarinét), George Zack (énekes), Joe Bushkin (zongora), Ray McKinstry, Nick Ciazza vagy Bernie Billings (tenorszaxofon), valamint Bob Casey (basszusgitár).
„Muggsy” Spanier legfontosabb zenészkapcsolata a Sidney Bechet által vezetett kvartettnél volt (1940). 1940-től 1941-ig Bob Crosby-vel játszott. Az 1950-es években a nyugati partra költözött, és 1957-től -59-ig Earl Hines zenekarában volt. Miután turnézott Európában, 1964-ben visszavonult.
A Muggsy Spanier and His Ragtime Band bevezető zeneszáma a Spanier és Joe Bushkin által komponált „Relaxin' at the Touro” volt, melyet a Touro Infirmary-ról, egy New Orleans-i kórházról nevezték el, ahol Spanier-t 1938 elején egy perforált fekély miatt kezelték. A haláltól Dr. Alton Ochsner mentette meg, aki kiengedte a folyadékot, ezzel megkönnyítette legyengült légzését. Spanier egyik dixielandje, az általa komponált dal, az „Oh, Doctor Ochsner”.
Muggsy Spanier 1967. februárjában halt meg − több évnyi betegeskedés után. 65 éves volt.

## Diszkográfia
- https://www.discogs.com/de/artist/309979-Muggsy-Spanier

## Fordítás
Ez a szócikk részben vagy egészben  a   Muggsy Spanier című angol Wikipédia-szócikk ezen változatának fordításán alapul.  Az eredeti cikk szerkesztőit annak laptörténete sorolja fel. Ez a jelzés csupán a megfogalmazás eredetét és a szerzői jogokat jelzi, nem szolgál a cikkben szereplő információk forrásmegjelöléseként.